# Mauro Vinícius da Silva
Mauro Vinicius da Silva (Brasil, 26 de diciembre de 1986) es un atleta brasileño especializado en la prueba de salto de longitud, en la que consiguió ser campeón mundial en pista cubierta en 2012 e campeón mundial en pista cubierta en 2014.

## Carrera deportiva
En el Campeonato Mundial de Atletismo en Pista Cubierta de 2014 ganó la medalla de oro en el salto de longitud, con un salto de 8.28 metros que fue récord nacional, superando al chino Li Jinzhe (plata con 8.23 metros) y el sueco Michel Tornéus (bronce con 8.21 metros).